# 14. dynastie
14. dynastie byla jednou ze staroegyptských královských dynastií řazených egyptology do historického období Druhé přechodné doby. Je pravděpodobné, že se tato dynastie časově překrývala s dynastií třináctou a patnáctou. Vládla přibližně v letech 1773–1650 př. n. l.
Jednou teorií je, že zdejší kanaánská populace obsadila v době 13. dynastie deltu Nilu a vyhlásila nezávislost.
Podle Kima Ryholta se mohla objevit zhruba za vlády královny Sobeknefru. Měla trvat 1805–1650 př. n. l.
Podle jiných teorií až za vlády faraona 13. dynastie Merneferre Aje, protože další jeho nástupci jsou už známi jen z Horního Egypta. Je tedy možné, že ztrativ kontrolu nad Dolním Egyptem, opustil tamní hlavní město Ictauej a přesel do Théb a Dolní Egypt získala 14. dynastie.
Sídelním městem mohl být Chois nebo Avaris. Pravděpodobně tedy vládla současně s 13. dynastií. Nakonec mělo přijít sucho a hladomor, což mohlo ovlivnit obě dynastie. Oslabený stav obou království může vysvětlit, proč byla tak lehce dobyta nadcházející 15. dynastií Hyksósů. Z různých seznamů je známo až 76 králů, kteří jsou vázáni k tomuto období. Podle Turínského královského papyru jich bylo dvaatřicet, avšak tyto údaje nemusí být přesné. S největší pravděpodobností jich velké množství vládlo souběžně v různých regionech nilské delty.

## Panovníci
- Nehesej
- Merdžefare

a mnoho dalších méně významných králů.